# Senoprosopis coxalis
Senoprosopis coxalis är en tvåvingeart som beskrevs av Becker 1922. Senoprosopis coxalis ingår i släktet Senoprosopis och familjen rovflugor.
Artens utbredningsområde är Sudan. Inga underarter finns listade i Catalogue of Life.